# Stadio Omobono Tenni
Stadio Omobono Tenni, je fotbalový stadion v italském městě Treviso, v regionu Benátsko. Byl vystaven v roce 1933.

## Historie
Stadion byl slavnostně otevřen 8. října 1933 pod názvem Stadio del Littorio. Tehdy měl kapacitu 12 000 diváků a od roku 1963 je pojmenován po motocyklistovi Omobonom Tennim. V roce 1997 došlo k rekonstrukci a mělo kapacitu 9 500 diváků. Při hraní v nejvyšší lize v sezoně 2005/06 se kapacita zvýšila na 10 000 a od roku 2010 snížena na 7 500. V roce 2008 zde hrála své zápasy i Cittadella.